# Gustav Billroth
Johann Gustav Friedrich Billroth (* 11. Februar 1808 in Lübeck; † 28. März 1836 in Halle) war ein deutscher Religionsphilosoph.

## Leben und Wirken
Gustav Billroth war ein Sohn des Kaufmanns Joachim Friedrich Billroth (geboren in Wolgast; gestorben am 1. Oktober 1825 in Lübeck) und dessen Ehefrau Catharina Hedwig, geborene Freytag (geboren am 26. Oktober 1778 in Lübeck), die eine Tochter des Kaufmanns Johann Carl Gustav Freytag war.
Billroth besuchte das Katharineum zu Lübeck und verließ dieses Michaelis 1825 mit einem Abschluss als „primus omnium“. Er studierte ab dem Wintersemester 1825/26 Theologie an der Universität Leipzig, an der er insbesondere Lehrveranstaltungen von Karl Friedrich Keil besuchte. Friedrich Richter äußerte als Religionsphilosoph Kritik an Georg Wilhelm Friedrich Hegel und weckte damit Billroths Interesse an philosophischen Themen. 1830 folgte Billroths Habilitation über das Monologium und das Proslogion des Anselm von Canterbury. Danach arbeitete er als Lehrer und schrieb als solcher eine lateinische Syntax für die oberen Klassen an Gelehrtenschulen. Da sich dieses Buch erfolgreich erwies, verfasste er auch eine lateinische Schulgrammatik, die nach seinem Tod 1837 veröffentlicht wurde. Gemeinsam mit Karl Friedrich Becker veröffentlichte er 1831 Kirchenlieder aus dem 16. und 17. Jahrhundert. 1833 schrieb er den „Commentar zu den Briefen des Paulus an die Corinther“ und nutzte dabei die Vorschriften der grammatisch-historischen Lehre für das neutestamentliche Sprachidiom. Darauf basierte ein Programm der „reinen Exegese“, das ihm zu einer Stelle als Akademiker verhalf. Im Sommer 1834 folgte er einem Ruf der Universität Halle als Professor für Philosophie.
Billroths Hauptwerk stellten seine „Vorlesungen über Religionsphilosophie“ dar, die er im Sommersemester 1835 hielt. Sein Amtsnachfolger Johann Eduard Erdmann veröffentlichte diese 1837. Billroth beschrieb in den „Vorlesungen“ seine Überlegungen für eine Versöhnung der kirchlichen Religion mit der Philosophie. Gemäß Paragraph sechs des Werkes sollte „der concret-historische, im positiven Christentum gegebene Stoff, ohne in seinem Wissen alterirt zu werden, durch das Denk für den Geist gerechtfertigt werden“. Seine Auffassung entsprach der des seinerzeit einflussreichen Christian Hermann Weisse.
Billroth kritisierte ab 1831 in den „Beiträgen zur herrschenden Theologie“ Hegel und orientierte sich dabei am Gottesmotiv. Er stellte darin die Unterschiede zwischen Hegels formal korrektem Vorgehen, religiöse Sachverhalte der Dialektik unterzuordnen und den tatsächlich falschen Resultaten dar. Dabei wandte er die von Friedrich Wilhelm Joseph Schelling formulierten Kriterien des spekulativ betrachtenden Erkennens an. Mitglieder der Hegelschule respektierten die Schrift auch aufgrund ihrer grundsätzlich versöhnlichen Grundhaltung. Billroth galt als Späthumanist, der gemäß Schelling die Ideen Christian Hermann Weisses und Immanuel Hermann Fichtes mittels christlichen Motiven zu einem spekulativen Theismus verknüpfte.

## Familie
Gustav Billroth heiratete im April 1835 in Leipzig Wilhelmine Henriette Vogel (* 12. Februar 1816 in Leipzig), deren Vater namens Friedrich Christian Vogel (1776–1862) als Buchhändler in Leipzig arbeitete. Das Ehepaar Billroth hatte eine Tochter.
Zu Billroths Neffen gehörte der Chirurg Theodor Billroth.

## Schriften
- Beiträge zur wissenschaftlichen Kritik der herrschenden Theologie, besonders in ihrer praktischen Richtung. Michselsen, Leipzig 1831.
- (Hrsg., mit Carl Ferdinand Becker): Sammlung von Chorälen aus dem 16. und 17. Jahrhundert, der Melodie und Harmonie nach aus den Quellen. Tauchnitz, Leipzig 1831.
- Commentar zu den Briefen des Paulus an die Corinther. Weidmann, Leipzig 1833.
- Vorlesungen über Religionsphilosophie. Vogel, Leipzig 1837.